# Adriaan Bax
Adriaan „Ad“ Bax (* 1956 in Zevenbergen)  ist ein niederländisch-US-amerikanischer Chemiker. Er ist am Labor für Chemische Physik der National Institutes of Health in Bethesda (Maryland).

## Leben
Bax studierte an der TU Delft mit dem Diplom 1978 und der Promotion 1981 über zweidimensionale NMR-Techniken. Während seiner Doktorandenphase war er auch im Labor für Physikalische Chemie der Universität Oxford bei Ray Freeman. Als Post-Doktorand war er an der Colorado State University (National Solid State NMR Facility) bei Gary Maciel. Ab 1983 war er am Labor für Chemische Physik des NIH und leitete dort seit 1983 die Abteilung Biophysikalische NMR-Spektroskopie. 2005 wurde er Distinguished Investigator des NIH.
Bax befasst sich mit der NMR und deren Anwendung in Chemie, Biochemie und Biologie und entwickelt Verfahren der verbesserten Ableitung der dreidimensionalen Struktur biologischer Substanzen (Proteine und RNA) aus NMR-Daten und untersuchte deren Dynamik mit NMR.
Ende der 1980er Jahre war er ein Pionier in Triple-Resonanz-Experimenten mit NMR, in denen die zu untersuchenden Moleküle mit Stickstoff-15- und Kohlenstoff-13-Isotopen angereichert sind.
Weitere von ihm und seiner Gruppe entwickelte Verfahren beruhen auf der Chemischen Verschiebung und Rest-Dipol-Kopplung (Residual Dipolar Coupling), wobei die zu untersuchenden Substanzen in Flüssigkristall-Medien gelöst werden, was bewirkte, dass die Dipol-Dipol-Kopplungen sich nicht mehr durch Rotationsdiffusion wegmitteln und so langreichweitige Ordnungen im Molekül über NMR messbar sind.
Mit den Techniken untersuchte er auch Struktur und Dynamik von Proteinen in Membranen, zum Beispiel Hämagglutinin (Influenzavirus A) und Gp41 bei HIV.
Er gehört zu den meistzitierten Chemikern weltweit (er war unter den Thomson Reuters Citation Laureates 2002–2005).
Er ist Fellow der American Association for the Advancement of Science, der National Academy of Sciences (2002), der American Academy of Arts and Sciences (2002) und korrespondierendes Mitglied der Königlich Niederländischen Akademie der Wissenschaften (1994). 2024 wurde Bax zum Auswärtigen Mitglied der Royal Society gewählt.
2006 bis 2008 war er Präsident der International Society of Magnetic Resonance. 2009 wurde er Ehrendoktor der Freien Universität Brüssel. 2002 erhielt er den Hans Neurath Award der Protein Society, 2003 die Glenn T. Seaborg Medal und er erhielt die Goldmedaille der Niederländischen Chemischen Gesellschaft. Für 2018 wurden ihm der NAS Award for Scientific Reviewing und der Welch Award in Chemistry zugesprochen.